# Archelao di Priene

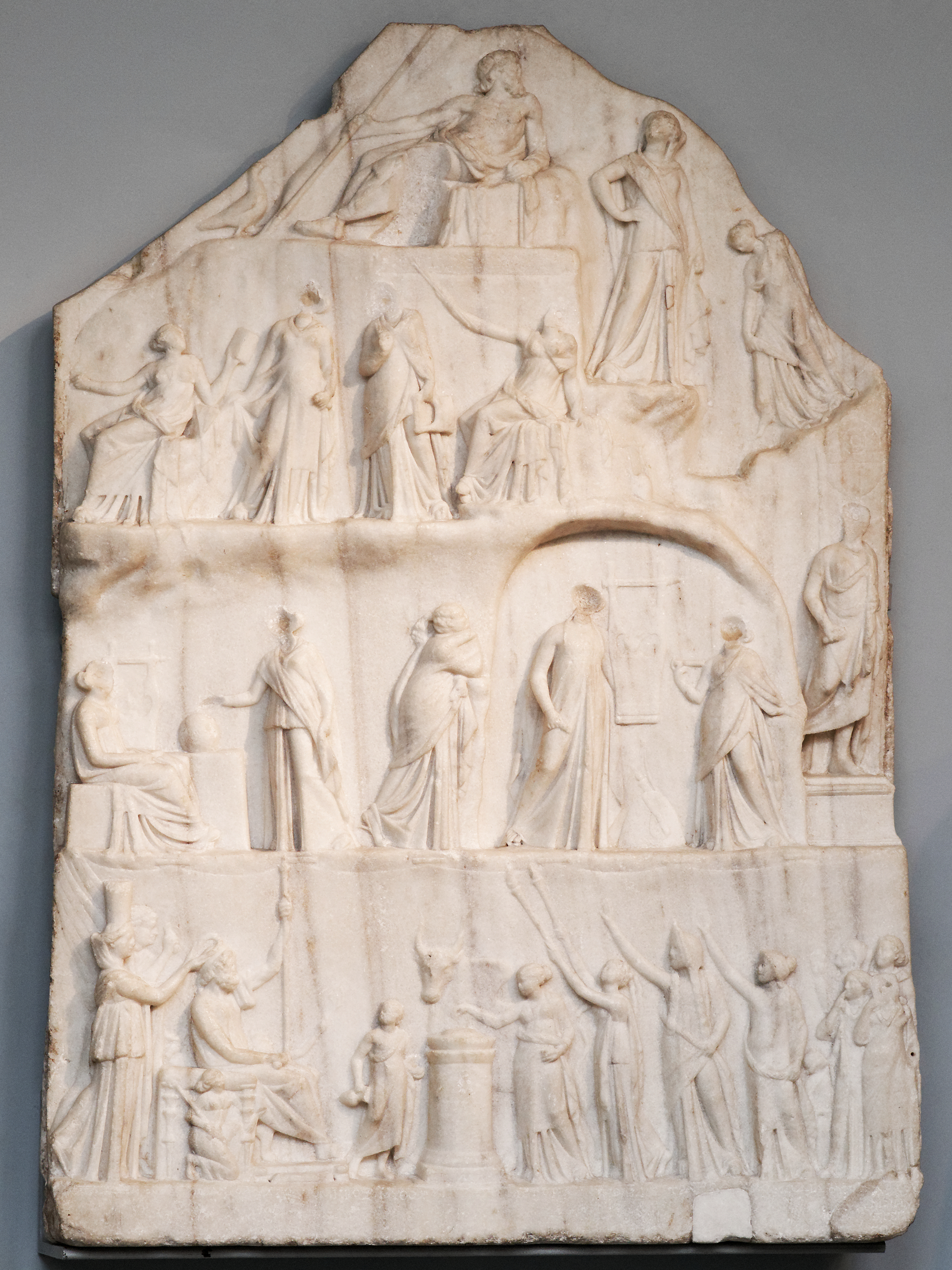
L'apoteosi di Omero di Archelao di Priene. Londra, British Museum 1819,0812.1.

Archelao di Priene (in greco antico: Αρχέλαος?, Archelaos; Priene, II secolo a.C. – II secolo a.C.) è stato uno scultore greco antico.

## Biografia
Figlio di Apollonio da Priene, la sua firma compare sul rilievo detto dell'Apoteosi di Omero, rinvenuto nei pressi di Bovillae nel XVII secolo, oggi conservato al British Museum. L'opera venne dedicata a Pergamo in onore di Cratete di Mallo durante il regno di Attalo II. Cratete è rappresentato come statua all'estrema destra della composizione, all'estrema sinistra seduto in trono vi è Omero, affiancato dalle personificazioni dell'Iliade e dell'Odissea. Lo sfondo sembra rappresentare il pendio di un monte sacro (forse il monte Elicona) sul quale le figure si dispongono a registri sovrapposti, la scena del primo registro in basso sembra invece svolgersi in un portico. Sul registro superiore vi è la figura di Zeus e su quelli intermedi le nove Muse. Le due figure che incoronano Omero sono Ecumene e Crono e sono state identificate come Attalo II e la madre Apollonide, alla loro destra il compiersi di un sacrificio alla presenza di figure allegoriche.